# Cornèlia Africana la Menor
|  | «Cornèlia Africana» redirigeix aquí. Vegeu-ne altres significats a «Cornèlia Africana la Major». |

Cornèlia Escipió o Cornèlia Africana, dita la Menor (llatí: Cornelia Scipionis Africana Minor) va ser la filla petita de Publi Corneli Escipió Africà el vell. Es va casar amb Tiberi Semproni Grac, que era censor el 169 aC, i junts van tenir dotze fills, dos dels quals els famosos, Tiberi i Gai Grac.

## Biografia
Les relacions entre el marit i el pare de Cornèlia eren molt dolentes, ja que Tiberi Semproni Grac va militar al partit popular i Escipió en el partit dels optimats, i sembla que el matrimoni concertat no es va formalitzar fins a la mort d'Escipió o que aquest era viu i va accedir només perquè Grac havia salvat la vida de Luci Corneli Escipió, germà de Publi Corneli.
Quan va quedar vídua l'any 121 aC havia tingut 12 fills. Dels dotze només tres van sobreviure, i la resta, nou, van morir molt joves. Els tres que van sobreviure van ser: una noia de nom Cornèlia i amb minusvalidesa física que es casà amb Publi Corneli Escipió Africà el jove, Tiberi Grac, i Gai Grac.

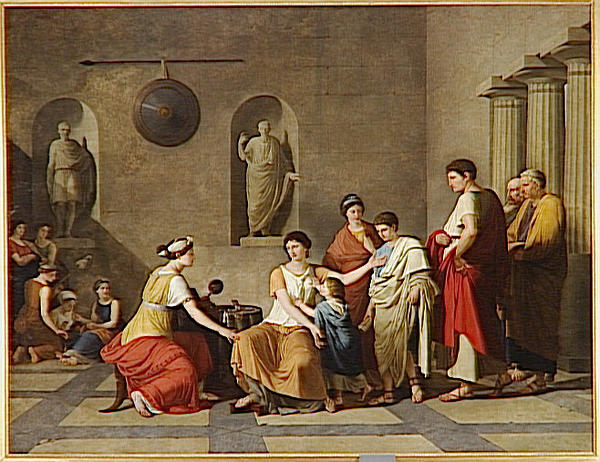
Cornèlia i els seus fills, pintura de Joseph Benoît Suvée.

Va rebutjar totes les ofertes d'un segon matrimoni, incloent-ne una del rei d'Egipte Ptolemeu (segons Plutarc va dir, orgullosa, que preferia restar sent filla d'un Escipió, sogra d'un altre i mare dels Gracs) i es va retirar a Misenum (Campània), envoltada de grecs i de literats, tot recordant els homes de la seva família.
Era una dona molt culta i tenia una posició especial a la República com a filla del vencedor d'Hanníbal, mare dels Gracs, i sogra del conqueridor de Cartago i Numància. Es narra una anècdota segons la qual, quan una altra dona va treure en la conversa el tema del vestuari i guarniments personals, ella va contestar assenyalant els seus fills: "aquestes són les meves joies". Es diu que va influir força en els dos fills i que va adquirir fama de mare virtuosa donant suport als actes dels seus fills fins i tot quan aquests anaven en contra de la classe aristocràtica de la qual procedia ella. Un dels fets que demostren la influència de la mare sobre els fills va ser quan Gai va retirar, a petició de sa mare, una llei que perjudicava a Marc Octavi, el tribú a qui Tiberi havia deposat. Es creu que en una altra ocasió Cornèlia va contractar treballadors estrangers pel temps de la collita com a senyal de resistència al poder del cònsol Opimius, el qual havia revocat diverses lleis aprovades anteriorment pel seu fill. L'historiador David Stockton creu que, tant si aquesta anècdota és certa o no, el relat demostra que els pagesos eren la força en la qual els Gracs basaven la seva política.
Els rumors la van acusar de la mort per verí del seu gendre Corneli Escipió Africà el jove, però no hi ha base real per afirmar-ho.

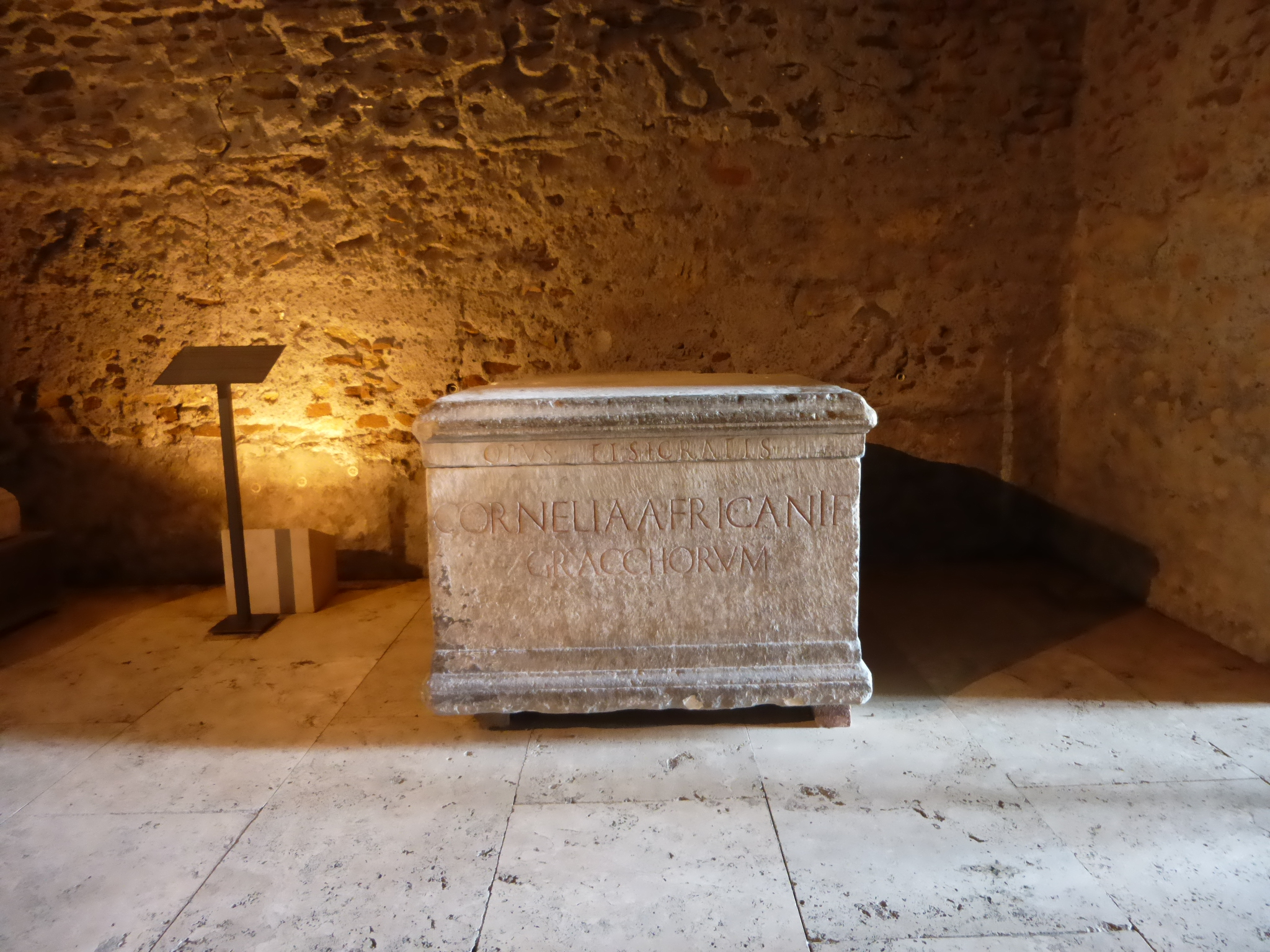
Pedestal de l'estàtua de Cornèlia, actualment exposada al Tabulàrium

Quan va morir li va ser erigida una estàtua al Fòrum Romà amb una inscripció que deia Cornelia mater Gracchorum (Cornèlia, mare dels Gracs), com ella preferia abans que ser esmentada com "sogra d'Escipió". Va ser la primera estàtua d'una dona erigida en un lloc públic.

## Les cartes de Cornèlia
Es conserven dos fragments d'una carta suposadament escrita per Cornèlia, que no tots els historiadors accepten com a autèntics, però que en cas de ser-ho, podrien ser una prova de la influència de les dones de la seva època en una família romana dedicada a la política. Es tractaria d'una carta adreçada a Gai poc abans del seu tribunat l'any 122 aC, un any abans de ser assassinat. Els fragments es van trobar entre els manuscrits de Corneli Nepot, un escriptor de biografies en llengua llatina (ca. 110-24 aC).